# 九校联盟
中国九校联盟/C9联盟（简称C9）是中国大陆首个大学联盟，於2009年10月启动，联盟成员包括清華大學、北京大學、浙江大學、復旦大學、上海交通大學、南京大學、西安交通大學、中國科學技術大學、哈爾濱工業大學9所高校。

## 简介
清華大學、北京大學、浙江大學、復旦大學、上海交通大學、南京大學、西安交通大學、中國科學技術大學、哈爾濱工業大學皆是985計划首批高校，C9聯盟也可視為是該计划的延伸部分。
C9中不隶属于中華人民共和國教育部的两所大学：哈爾濱工業大學隶属于工业和信息化部（大部制改革前属国防科工委）并设立“一校三区”的“大哈工大”发展格局；中國科學技術大學隶属于中國科學院。
C9在中華人民共和國政府大力支持下取得了长足的进步。C9联盟基本代表了中国大陆的最顶尖高校。 另外，C9各高校从2010年开始实行本科生可以在联盟内部互相交流访学，和暑期学校交流。其中，清华大学和北京大学由于各自特殊原因，不再参加互访。

## 历史渊源
该大学联盟源于985工程9校的“一流大学建设系列研讨会”。985工程是1998年5月开始的一项系统工程，旨在重点支持中国大陆的一批高校优先发展，成为世界知名的大学。985工程首批选定了9所大学作为重点支持，目标是“创建世界一流大学”；随后，985工程又先后增加了30所大学，总数达到39所，后增加的30所定位为“创建世界知名高水平大学”。
2003年，首批进入985工程的9所大学校长召开了首届“一流大学建设系列研讨会”，此后会议固定下来，每年召开一届。
在2009年，第七届研讨会于西安交通大学举行，会议最重要的议题就是建立“C9联盟”，旨在共享资源，加速发展。9所大学校长共同签署了《一流大学人才培养合作与交流协议书》。
2014年11月7日，中国科学院大学（简称国科大）正式参与C9联盟活动。

## 定位
九校联盟（C9）成员大学的定位是建设“世界一流大学”。

## 排名
| 大学             | 省區     | QS (2025) | THE (2025) | ARWU (2024) | USNWR (2024-2025) | CWTS (2020)' | URAP(2019) | Nature (2020) | NTU(2020) | Average |
| ---------------- | -------- | --------- | ---------- | ----------- | ----------------- | ------------ | ---------- | ------------- | --------- | ------- |
| 清华大学         | 北京市   | 20        | 12         | 22          | 16                | 5            | 12         | 12            | 17        | 17      |
| 北京大学         | 北京市   | 14        | 13         | 24          | 31                | 8            | 21         | 10            | 29        | 27      |
| 浙江大学         | 浙江省   | 47        | 47         | 27          | 51                | 3            | 20         | 23            | 30        | 52      |
| 复旦大学         | 上海市   | 39        | 36         | 50          | 85                | 15           | 58         | 32            | 62        | 66      |
| 上海交通大学     | 上海市   | 45        | 52         | 38          | 54                | 2            | 19         | 38            | 25        | 52      |
| 南京大学         | 江蘇省   | 145       | 65         | 82          | 98                | 44           | 75         | 13            | 85        | 91      |
| 中国科学技术大学 | 安徽省   | 133       | 53         | 42          | 82                | 59           | 62         | 8             | 59        | 71      |
| 哈尔滨工业大学   | 黑龍江省 | 252       | 152        | 101-150     | 160               | 23           | 73         | 125           | 96        | 171     |
| 西安交通大学     | 陝西省   | 295       | 201-250    | 95          | 179               | 17           | 82         | 109           | 100       | 183     |

## 发展
2009年，研讨会内地9所高校成立C9联盟，与三所香港（香港大学，香港中文大学，香港科技大学）高校形成C9+联盟。2023年12月，澳门大学加入C9+联盟。

## 延伸阅读
- 985工程
- 211工程
- 世界一流大学和一流学科建设
- 优势学科创新平台项目
- 高等学校创新能力提升计划（2011计划）